# Jean-Pierre George
Pour les articles homonymes, voir George.
Ne doit pas être confondu avec Jean-Pierre Georges.
Jean-Pierre George, né le 4 mai 1940 à La Baule (Loire-Inférieure) et mort le 28 septembre 2020 à Hyères (Var), est un écrivain, journaliste et dramaturge français. 

## Biographie
Originaire de Sceaux, en région parisienne, Jean-Pierre George est le fils de Germaine Roncé et de Pierre George, géographe, membre de l'Institut de France, professeur à la Sorbonne et à l'Institut d'études politiques de Paris pendant trente ans.
Licencié en philosophie à la Sorbonne, Jean-Pierre George tourne le dos à l’université en 1962.

### Situationnisme
À cette époque, il rencontre chez le philosophe Henri Lefèbvre, Guy Debord, fondateur de l’Internationale situationniste. et sa femme Michèle Bernstein. Ce groupe, faisant suite au dadaïsme et au surréalisme, proposait, sur la base d’une critique radicale des conformismes sociaux, individuels et politiques, la création de situations et de comportements nouveaux. Dans cet esprit, Jean-Pierre George publie en 1965 chez Julliard un roman-collage , L’illusion tragique illustrée . Après la parution de son premier livre, Jean-Pierre et son frère  François George auraient demandé à faire partie de l'internationale situationniste et auraient été rejeté.

### Rita Renoir et monde du spectacle
Chez le même Henri Lefèbvre, Jean-Pierre George rencontre en 1968 Rita Renoir, célèbre strip-teaseuse du Crazy Horse Saloon. 
Il devient son compagnon et privilégie le monde du spectacle au détriment d'une carrière littéraire. Pendant une dizaine d’années, il suit Rita Renoir dans ses tournées en France et en Europe. Il est à la fois éclairagiste, chauffeur, photographe, puis metteur en scène. 
En septembre 1968, il accompagne la comédienne dans La Poupée d'Audiberti, spectacle mis en scène par Marcel Maréchal pour l'inauguration du Théâtre du Huitième à Lyon. Rita Renoir y incarnait Marion, la Poupée. Le Magazine Littéraire puis le Monde dans un article de Bertrand Poirot-Delpech s'en font l'écho. 
De 1970 à 1974, en Italie puis à Paris, il co-écrit et met en scène avec elle Le Diable. Salué par la presse en Italie (magazine L'Europeo en 1971 sous le titre La donna e un essere impuro ?) ce spectacle érotique hors normes remettait en cause et bousculait la notion même de spectacle. Il attira ensuite le tout Paris au Théâtre de Plaisance . On y vit Leonor Fini, Hector de Galard, Jack Nicholson, et même Jean-Paul Sartre. 

### Éditions
Lié d’amitié avec l’écrivain Denis Tillinac, celui-ci invite Jean-Pierre George à publier dans sa maison d’édition La Table Ronde dans les années 1990. En 1995, il publie Naissance d’une princesse chez cet éditeur. Le Diable et la Licorne, en 2004, est un brûlant hommage à Rita Renoir, dite la Licorne dans le texte.
En 2014, Fabrice Gaignault, dans son Dictionnaire de littérature, À l'usage des snobs, le décrit comme un « Personnage à tête de Topor, généralement coiffé d'un feutre mou, ayant adopté pour règle d'apparence cette devise de Max Ernst : C'est le chapeau qui fait l'homme. Le style, c'est le tailleur. »

#### Journalisme
Jean-Pierre George travaille aussi comme journaliste. En 1965, Philippe Grumbach publie sa première chronique dans la revue Pariscope, conçue dans l’esprit du New Yorker, où sa signature côtoie celle de Pierre Kast, Jean Cau, etc. Par la suite, il collabore avec le Magazine littéraire pendant une vingtaine d’années et, entre autres publications, à Lui (magazine), et aux journaux Libération et Le Matin de Paris. Il met fin à sa collaboration avec les medias à la fin des années 1990.

#### Cinéma
Jean-Pierre George écrit pour la cinéaste Marianne Lamour le scénario du film documentaire Sans l’amour on n’est rien du tout, consacré à la vie d’Édith Piaf. 

### Fin de vie
À partir de mai 2020, il vit sur l’île du Levant où Rita Renoir, sa compagne des années 1970, avait fait construire une maison. Il y est décédé le 28 septembre 2020.

## Publications
- L’illusion tragique illustrée, Julliard, 1965. Ce livre est cité dans de multiples ouvrages consacrés à Guy Debord et au mouvement des Situationnistes. Il s'agit d'un livre-collage, « une succession de séquences faites d’éléments préfabriqués et découpés dans la presse[11]. »
- Naissance d’une princesse, La Table Ronde, 1995. « Dans la tradition de La Fontaine et de Marcel Aymé et dans un style qui mêle le rythme du rock, le blues du sentiment et la précision du classicisme, Jean-Pierre George nous ouvre le jardin extraordinaire de la création » Olivier Frébourg, la Table Ronde.
- Le Diable et la Licorne, Métaphysique du strip-tease, La Table Ronde, 2004. « Quant à ce troisième ouvrage de Jean-Pierre George, prosateur aux paupières de jupes, il est écrit comme un cristal. A travers lui s’exprime toute cette période aventureuse (la décennie soixante) qui  hésita entre révolution et éclipse, errance et étreinte. » Guy Darol dans Le Magazine des livres- Le 4 avril 2006[12]